# Claude François Geoffroy
Claude François Geoffroy (n. 1729, Paris, Regatul Franței – d. 18 iunie 1753, Paris, Regatul Franței) a fost un chimist francez. În 1753 a demonstrat că elementul chimic bismut este diferit de plumb, devenind descoperitorul oficial al elementului. Înainte de această perioadă, mineralele care conțineau bismut au fost adesea identificate greșit drept minereu de plumb, staniu sau stibiu. Observațiile sale asupra acestei descoperiri au fost publicate în Mémoires de l'académie française în 1753.
În 1748 a devenit farmacist, iar în 1752 a fost admis la Academia Franceză de Științe pe postul de chimist adjunct. A murit la 18 iunie 1753, la vârsta de 23–24 de ani.
El este cunoscut sub numele de Claude Geoffroy cel Tânăr pentru al distinge de tatăl său, Claude Joseph Geoffroy (1685–1752), la rândul său chimist și medic francez, membru al Academiei Franceze de Științe.

## Vezi și
- Bismut